# 東海南海連絡道
東海南海連絡道（とうかいなんかいれんらくどう）は、奈良県五條市から三重県松阪市に至る約80キロメートルの地域高規格道路である。太平洋新国土軸構想を構成する道路で、地域高規格道路の候補路線に指定されている。

## 歴史
- 1965年（昭和40年）: 国連地域開発調査団より第二東西道路の建設が提唱される（東海南海連絡道は第二東西道路の一部である）[1]。

- 1998年（平成10年）: 地域高規格道路の候補路線に指定される[2]。

## 接続予定の道路
- E24 京奈和自動車道（奈良県五條市付近）
- E23 伊勢自動車道（三重県松阪市付近）